# Сухая Буйвола
Сухая Буйвола — река в России, протекает по Петровскому и Благодарненскому районам  Ставропольского края.

## География и гидрология
Исток реки находится на Прикалаусских высотах, в селе Сухая Буйвола, высота истока расположена выше 252 метров над уровнем моря. Длина реки составляет 29 км, площадь водосборного бассейна — 199 км².
Река Сухая Буйвола является левобережным притоком Мокрой Буйволы, её устье расположено между посёлком Мокрая Буйвола и селом Александрия, к юго-востоку от хутора Кучурин, в 110 километрах от устья Мокрой Буйволы. На реке расположено 8 земляных плотин, пять из них проезжие. А также через реку переброшены два моста, один из которых железобетонный через автодорогу Р266. Уклон реки 2,96 м/км, питание реки смешанное.

## Притоки
- Терновка (Терновая) — левый приток.

## Населённые пункты
Река проходит через населённый пункт село Сухая Буйвола и хутор хутора Кучурин.

## Данные водного реестра
По данным государственного водного реестра России относится к Западно-Каспийскому бассейновому округу, водохозяйственный участок реки — Мокрая Буйвола. Речной бассейн реки — Бессточные районы междуречья Терека, Дона и Волги.
Код объекта в государственном водном реестре — 07010000912108200002298.